# Stickney (Unternehmen)
Stickney war ein US-amerikanisches Unternehmen.

## Unternehmensgeschichte
Henry R. Stickney leitete das Unternehmen. Der Sitz war in Portland in Maine. Es war eine mechanische Werkstätte. Stickney stellte hauptsächlich Motoren her. Zwischen 1901 und 1903 entstanden auch Automobile. Der Markenname lautete Stickney. Das Unternehmen wurde 1903 oder 1904 aufgelöst.
1904 betrieb Stickney zusammen mit Albert G. Frost eine Autowerkstatt in Portland.
Es gab keine Verbindung zur Charles A. Stickney Company, die den gleichen Markennamen verwendete.

## Produkte
Stickney stellte Zweitakt-Ottomotoren und Einzylinder-Dampfmotoren her. Einige dieser Motoren trieben Personenkraftwagen an. Eine Abbildung zeigt einen Dampfwagen als offenen Runabout.